# Équipe cycliste Tavfer-Ovos Matinados-Mortágua
L'équipe cycliste Tavfer-Ovos Matinados-Mortágua est une équipe cycliste masculine portugaise ayant le statut d'équipe continentale. Créée en 1999, elle a été active au niveau national jusqu'en 2017 puis a obtenu une licence d'équipe continentale en 2018.

## Principales victoires

### Championnats nationaux
- Championnats du Portugal sur route : 5
  - Course en ligne espoirs : 2003 (Hélio Costa), 2009 (Vasco Pereira), 2014 (Joaquim Silva) et 2017 (Francisco Campos)
  - Contre-la-montre espoirs : 2015 (José Neves)

## Classements UCI
L'équipe participe aux épreuves des circuits continentaux et en particulier de l'UCI Europe Tour. Les tableaux ci-dessous présentent les classements de l'équipe sur les différents circuits, ainsi que son meilleur coureur au classement individuel.
UCI America Tour
| UCI America Tour | UCI America Tour       | UCI America Tour                          | UCI America Tour |
| Année            | Classement par équipes | Meilleur coureur au classement individuel |                  |
| ---------------- | ---------------------- | ----------------------------------------- | ---------------- |
| 2020             | -                      | Leangel Linarez (117e)                    |                  |
| 2022             | -                      | Leangel Linarez (71e)                     |                  |
| 2023             | -                      | Leangel Linarez (82e)                     |                  |
| 2024             | -                      | Leangel Linarez (35e)                     |                  |
|                  |                        |                                           |                  |
| Source : UCI     |                        |                                           |                  |

UCI Europe Tour
| UCI Europe Tour | UCI Europe Tour        | UCI Europe Tour                           | UCI Europe Tour |
| Année           | Classement par équipes | Meilleur coureur au classement individuel |                 |
| --------------- | ---------------------- | ----------------------------------------- | --------------- |
| 2018            | 128e                   | Hugo Nunes (1330e)                        |                 |
| 2019            | 105e                   | Hugo Sancho (1194e)                       |                 |
| 2020            | 93e                    | Daniel Freitas (1135e)                    |                 |
| 2021            | 67e                    | Gaspar Gonçalves (603e)                   |                 |
| 2022            | 72e                    | João Matias (575e)                        |                 |
| 2023            | 76e                    | -                                         |                 |
|                 |                        |                                           |                 |
| Source : UCI    |                        |                                           |                 |

L'équipe est également classée au Classement mondial UCI qui prend en compte toutes les épreuves UCI et concerne toutes les équipes UCI.
| Classement mondial | Classement mondial     | Classement mondial                        | Classement mondial |
| Année              | Classement par équipes | Meilleur coureur au classement individuel |                    |
| ------------------ | ---------------------- | ----------------------------------------- | ------------------ |
| 2018               | -                      | Hugo Nunes (1992e)                        |                    |
| 2019               | 198e                   | Hugo Sancho (1820e)                       |                    |
| 2020               | 157e                   | Leangel Linarez (1368e)                   |                    |
| 2021               | 105e                   | Gaspar Gonçalves (768e)                   |                    |
| 2022               | 121e                   | João Matias (758e)                        |                    |
| 2023               | 136e                   | Leangel Linarez (714e)                    |                    |
| 2024               | -                      | Leangel Linarez (336e)                    |                    |
|                    |                        |                                           |                    |
| Source : UCI       |                        |                                           |                    |

## Tavfer-Mortágua-Ovos Matinados en 2022
| Cycliste         | Date de naissance | Nationalité | Équipe 2021               |  |
| ---------------- | ----------------- | ----------- | ------------------------- |  |
| Gonçalo Amado    | 9 février 1994    | Portugal    | Antarte-Feirense          |  |
| António Barbio   | 16 décembre 1993  | Portugal    |                           |  |
| Gonçalo Carvalho | 3 décembre 1997   | Portugal    | Radio Popular-Boavista    |  |
| Rui Carvalho     | 28 avril 1995     | Portugal    | Tavfer-Measindot-Mortágua |  |
| Leangel Linarez  | 7 août 1997       | Venezuela   | Tavfer-Measindot-Mortágua |  |
| João Matias      | 26 mai 1991       | Portugal    | Louletano-Loulé Concelho  |  |
| Francisco Morais | 27 août 1998      | Portugal    | Tavfer-Measindot-Mortágua |  |
| Pedro Pinto      | 5 novembre 2000   | Portugal    | Tavfer-Measindot-Mortágua |  |
| Nicolas Saenz    | 7 août 1997       | Colombie    | Efapel (2020)             |  |
| Ángel Sánchez    | 12 avril 1993     | Espagne     | Tavfer-Measindot-Mortágua |  |
| Bruno Silva      | 17 mai 1988       | Portugal    | Antarte-Feirense          |  |